# لويحة صفراء
اللويحة الصفراء (بالإنجليزية: Xanthelasma)‏ هي عبارة عن تجمع محدد باللون الأصفر للكولسترول تحت الجلد، عادةً تكون حول الجفن. بالرغم من أنها ليست مؤلمة، هذا النمو البسيط بإمكانه ان يزال. وتكون منتشرة في الأشخاص من قارة آسيا أو الشرق الأوسط.
بسبب عامل الوراثة، من الممكن ان لا تحدد مستوى عال من الكلسترول في الدم. بينما إذا لم يكن لها علاقة بتاريخ الاسرة المرضي، تكون محددة لارتفاع في الكولسترول ويمكن ان تكون لها علاقة بامراض الاوعية الدموية.
لُوَيحَةٌ صَفْراء يمكن ان تشيير إلى الورم الأصفر ورم أصفر عندما تكون كبيرة ولها عقد.تعتبر لويحة ضفراء نوع بسيط من الورم الأصفر.

## العلاج
الصفار يمكن ازالتة بواسطة قشرة حمض ثلاثي كلورو الخليك ,الجراحة، الليزر، المُعالَجَةٌ بالبَرْد. الا زالة يمكن ان تسبب علامة في الوجه أو تغير الصبغة ويكون عادةً بعد العلاج ب

## التسمية
الكلمة مشتقة من xanthos( وتعني الأصفر ); و elasma (وتعني لويحة), وفي المجمل تكون لويحة صفراء

## مواضيع لها علاقة
- فَرْطُ كوليستيرولِ الدَّمِ العائِلِيّ فرط كوليسترول الدم العائلي
- تشمع المرارة الأولي تَشَمُّعٌ صَفْراوِيٌّ أَوَّلِيّ
- إياس سن اليأس
- السكري السكري

## وصلات خارجية
- مدلاين بلس Xanthelasma and Xanthoma
- Xanthelasma في موقع إي ميديسين
- UAB